# Komory Błotne
Komory Błotne es un pueblo de Polonia, en Mazovia.  Se encuentra en el distrito (Gmina) de Sońsk, perteneciente al condado (Powiat) de Ciechanów. Se encuentra aproximadamente a 3 km al suroeste de Sońsk, 12 km al sur de Ciechanów, y a 65 km  al norte de Varsovia. Su población es de 69 habitantes.
Entre 1975 y 1998 perteneció al voivodato de Ciechanów.